# Rafael Carlos Marañón González
Rafael Carlos Marañón González   (Erriberri, 23 de juliol de 1948), nascut Rafael Carlos Pérez González, però conegut en el món de futbol com a Rafa Marañón, és un exfutbolista i arquitecte tècnic navarrès que va jugar de davanter als anys 70 i 80 del segle xx. Va ser internacional amb la selecció espanyola.

## Trajectòria esportiva
Marañón va néixer a Olite, Navarra, el 23 de juny de 1948. Jugava a la posició de davanter i d'extrem esquerre destacant a les files del RCD Espanyol on romangué durant 9 temporades. Encara màxim golejador del club en totes les competicions oficials, fou el màxim golejador del club a la lliga amb 111 gols fins al 9 de juny de 2007, en què fou superat per Raúl Tamudo. En el seu palmarès destaca el títol de lliga assolit amb el Reial Madrid la temporada 1971-1972 i la disputa de la Copa d'Europa amb el Madrid i de la Copa de la UEFA amb l'Espanyol. Fou 4 cops internacional amb la selecció espanyola entre 1977 i 1978, disputant la fase final de la Copa del Món de Futbol 1978 de l'Argentina.

## Clubs
- CD Oberena: 1966-67
- Real Madrid aficionados: 1967-68
- Ontinyent CF (cessió R. Madrid): 1968-69
- Sporting de Gijón (cessió R. Madrid): 1969-70
- Reial Madrid: 1970-1974
- RCD Espanyol: 1974-1983
- CE Sabadell: 1983-1986

## Palmarès
| Títol           | Club         | País    | Any       |
| --------------- | ------------ | ------- | --------- |
| Campió de lliga | Reial Madrid | Espanya | 1971-1972 |